# Невский проспект (повесть)
«Не́вский проспе́кт» — повесть Николая Васильевича Гоголя. Входит в цикл Петербургские повести. Написана в 1833—1834 годах.
Впервые напечатана в книге «Арабески. Разные сочинения Н. Гоголя», ч. 2-я, СПб, 1835. Замысел «Невского проспекта» относится ещё к 1831 году, когда Гоголь сделал несколько незаконченных набросков, рисующих пейзаж Петербурга.
Сохранилось два наброска: «Страшная рука. Повесть из книги под названием: лунный свет в разбитом окошке чердака» и «Фонарь умирал…». Оба наброска, относящиеся к 1831—1833 годам, связывают с замыслом «Невского проспекта».

## Сюжет

### Предисловие
Рассказ предваряет пространное расписание жизни Невского проспекта — «красавицы нашей столицы», лучше которой, по мнению автора, «нет ничего лучше, по крайней мере в Петербурге». Самым ранним утром Невский проспект пуст: содержатели магазинов ещё спят, в то время как нищие собираются у дверей кондитерских, ожидая получения чёрствых пирогов и объедков. В двенадцать часов появляются «гувернёры всех наций с своими питомцами в батистовых воротничках»; к двум часам гувернёров, педагогов и детей вытесняют их родители, «идущие под руку с своими пёстрыми, разноцветными, слабонервными подругами», а также все, кто успел окончить домашние занятия; затем на Невском проспекте появляются служащие из разных департаментов. В три часа «настаёт весна»: проспект заполняют чиновники в зелёных вицмундирах. С четырёх часов Невский проспект пустует; лишь с наступлением сумерек он «опять оживает и начинает шевелиться»: появляется много холостых людей в сюртуках и шинелях, неровно, длинными тенями прохаживающихся по нему.
Повествование смещается в сторону двух знакомых, как раз прогуливающихся по Невскому проспекту в вечернее время: один из них — поручик Пирогов, весьма заносчивый и плутливый офицер; второй — художник Пискарев, молодой человек во фраке и плаще. Они занимаются тем, что выискивают красивых дам, за которыми можно проследить и — в случае чего — хорошо провести время. Пирогов обращает внимание на какую-то блондинку; Пискарев — на знатного вида брюнетку, напоминающую ему «Перуджинову Бианку». «Ступай, простофиля, прозеваешь!» — произносит Пирогов, а сам направляется за своей блондинкой. Они расходятся.

### История художника Пискарева
Пискарев следит за пёстрым развевающимся плащом, в котором куда-то направляется его красавица. Несколько раз она оборачивается в его сторону, замечая преследование, и на её губах сверкает лёгкая улыбка. Они доходят до четырёхэтажного дома. Он взлетает за ней по лестнице, ощущая отнюдь не «пламя земной страсти», а чистоту и непорочность, а также доверие, заставившее незнакомку ввериться ему. Дверь на четвёртом этаже отворяется. Вместе они входят в комнату, наполненную неприятным, «холостяцким» беспорядком: пылью, паутиной, валяющимся у двери сапогом со шпорой. Из другой комнаты слышен громкий мужской голос и женский смех. По углам комнаты сидят три женские фигуры, занимающиеся своими делами. Пискарев осознаёт, что попал «в тот отвратительный приют, где основал своё жилище жалкий разврат, порождённый мишурною образованностию и страшным многолюдством столицы». Бросив жалкий взгляд на свежую, семнадцатилетнюю, совсем недавно настигнутую развратом девушку, заманившую его сюда, он сбегает из этого места.
Глубоко за полночь Пискарев сидит в своей комнате, без сна, перед свечой. Дремота постепенно одолевает его. Вдруг в дверь стучится лакей в богатой ливрее и заявляет о том, что барыня, у которой Пискарев был несколько часов назад, изволила видеть его у себя и прислала карету. Не веря своим ушам, художник сбегает с лестницы, действительно видит карету во дворе и садится внутрь. Его привозят к ярко освещённому подъезду, перед которым стоит ряд экипажей. Из окон льётся свет, громко звучит музыка. Пискарев оказывается в окружении почтенных стариков, пышно разодетых дам и прочих благородных лиц. Среди них, «всех лучше, всех роскошнее и блистательнее одета», виднеется та самая «барыня», которую Пискарев ещё вчера провожал до злополучной комнаты. Она манит его к себе и исчезает в толпе. Они снова встречаются на другом конце зала. Девушка хочет открыть перед ним некую тайну, которая поможет объяснить странность её поступков, но тут ей подаёт руку пожилой человек, вновь отвлекая её от разговора. Пискарев пытается следовать за ней, минуя толпу людей, но её уже и след простыл... Всё перед ним начинает плыть в глазах, и он пробуждается в своей комнате. «О, как отвратительна действительность!» — звучит в мыслях Пискарева.
С тех пор Пискарев стал желать лишь одного — встречи с красавицей во сне. К настоящей жизни он стал совершенно безучастен: «он, можно сказать, спал наяву и бодрствовал во сне». Его начала мучить бессонница, избавиться от которой он решил с помощью опиума, купленного у перса. Теперь возлюбленная снова является ему во снах, но в другом виде — то у окна деревенского домика, в простом наряде, с косынкой на шее, то в его художественной мастерской, рядом с ним, в роли жены... Наконец несчастный Пискарев решает ещё раз посетить роковую комнату в четырёхэтажном доме — вдруг эта девушка была вовлечена в разврат поневоле? Он хочет спасти её, жениться на ней, чтобы «возвратить миру прекраснейшее его украшение». Найдя нужный дом, он поднимается по лестнице и встречает её — заспанную, немного бледную, но по-прежнему прекрасную. «Зачем вы убежали тогда от нас?» — интересуется она у Пискарева, прибавляя с улыбкой, что сегодня её привезли в семь часов утра и что она была совсем пьяна. Собравшись с духом, Пискарев начинает увещевать её бросить это занятие: «Мы станем трудиться... Мы постараемся улучшить нашу жизнь... Я буду сидеть за картинами, ты будешь, сидя возле меня, одушевлять мои труды, вышивать или заниматься другим рукоделием...» «Как можно! — презрительно выпалила девушка. — Я не прачка и не швея, чтобы стала заниматься работою». Услышав это, Пискарев потерял все чувства и мысли, а ум его помутился: он бродил весь день по городу и неизвестно где ночевал, а на следующий день, с признаками безумия на лице, заперся в своей комнате и перерезал себе горло. Тело его нашли спустя неделю, и «даже поручик Пирогов не пришел посмотреть на труп несчастного бедняка, которому он при жизни оказывал своё высокое покровительство».

### История поручика Пирогова
Поручик Пирогов был офицером, «составлявшим в Петербурге какой-то средний класс общества». Эти господа умели говорить так, «чтобы не было ни слишком умно, ни слишком смешно, чтобы во всём была та мелочь, которую любят женщины». Поручик Пирогов «превосходно декламировал стихи из «Димитрия Донского» и «Горе от ума», имел особенное искусство пускать из трубки дым кольцами так удачно, что вдруг мог нанизать их около десяти одно на другое», и «умел очень приятно рассказать анекдот о том, что пушка сама по себе, а единорог сам по себе». Художника Пискарева он поощрял во многом потому, что, возможно, «ему весьма желалось видеть мужественную физиономию свою на портрете».
Пирогов продолжает преследовать блондинку. Они оказываются на Мещанской улице — «улице табачных и мелочных лавок, немцев-ремесленников и чухонских нимф», — а затем входят в запачканный дом. Они поднимаются в комнату с чёрными стенами и закопченным потолком. Винты, слесарные инструменты, металлические опилки на полу — Пирогов оказывается в квартире жестянщика Шиллера, немца, выпивающего вместе с приятелем-сапожником Гофманом. Блондинка оказывается женой Шиллера. Шиллер хочет, чтобы Гофман отрезал ему нос, на который «выходит три фунта табаку в месяц». Внезапно появившегося Пирогова хозяин прогоняет, однако на следующий день он является снова и пристаёт к немке. Дабы обосновать своё появление в этой квартире, Пирогов просит Шиллера изготовить ему шпоры за пятнадцать рублей. В течение всего времени изготовления шпор он продолжает наведываться к немке, «которая, при всей миловидности своей, была очень глупа». После качественно изготовленных шпор Пирогов заказывает у Шиллера оправу для турецкого кинжала, при этом уже не стесняясь целовать его жену в губы прямо при нём.
Однажды, прохаживаясь по Мещанской, Пирогов замещает в окошке дома Шиллера разглядывающую прохожих немку и интересуется у неё, когда её муж не бывает дома. «По воскресеньям», — отвечает блондинка. Пирогов решает воспользоваться этим и в следующее воскресенье является к ней. Желая подойти к делу издалека, он увлекает её танцами. Раззадоренная немка выходит в середину комнаты и поднимает прекрасную ножку. Пирогов бросается целовать немку, несмотря на крики. Внезапно дверь отворяется, и в комнату входят Шиллер, Гофман и столяр Кунц. «Как ты смеешь целовать мою жену? — кричит Шиллер. — Ты подлец, а не русский офицер. Черт побери, мой друг Гофман, я немец, а не русская свинья!» С этими словами немцы хватают Пирогова и поступают с ним «так грубо и невежливо», что автор никак не находит слов к изображению «этого печального события».
Пирогов остаётся цел, и «ничто не могло сравниться с его гневом и негодованием». Он собирается нагрянуть к генералу, чтобы «описать ему самыми разительными красками буйство немецких ремесленников». Однако по дороге он съедает два пирожка и читает газету «Северная пчела», после чего успокаивается и решает пройтись по Невскому проспекту. Вместо того, чтобы беспокоить генерала в воскресный день, Пирогов провёл вечер у правителя контрольной коллегии, где «так отличился в мазурке, что привёл в восторг не только дам, но даже и кавалеров».

### Послесловие
Завершается рассказ размышлениями автора о непостижимости человеческой судьбы: «Получаем ли мы когда-нибудь то, чего желаем? Достигаем ли мы того, к чему, кажется, нарочно приготовлены наши силы? Всё происходит наоборот. Как странно играет нами судьба наша!» После этого автор призывает «не верить Невскому проспекту»: «Всё обман, всё мечта, всё не то, чем кажется! Он лжёт во всякое время, этот Невский проспект, но более всего тогда, когда ночь сгущенною массою наляжет на него и отделит белые и палевые стены домов, когда весь город превратится в гром и блеск, мириады карет валятся с мостов, форейторы кричат и прыгают на лошадях и когда сам демон зажигает лампы для того только, чтобы показать всё не в настоящем виде».

## Критические оценки
В. Г. Белинский отмечает, что образ Пирогова принадлежит к числу лучших художественных созданий Гоголя: 

О единственный, несравненный Пирогов, тип из типов, первообраз из первообразов!
Ф. М. Достоевский в "Дневнике писателя" назвал пророческой сцену избиения самодовольного поручика Пирогова мастеровыми:

Поручик Пирогов, сорок лет тому назад высеченный в Большой Мещанской слесарем Шиллером, был страшным пророчеством, пророчеством гения, так ужасно угадавшего будущее...